# Unterrothhof
Der Unterrothhof ist ein Gehöft von Schleid im Wartburgkreis in Thüringen.

## Lage
Der Unterrothhof liegt zwischen Schleid und Motzlar östlich der Bundesstraße 278. Mit einem Verbindungsweg ist er verkehrsmäßig erfasst. Er befindet sich im Biosphärenreservat Rhön. Die geographische Höhe des Ortes beträgt 347 m ü. NN.

## Geschichte
Der Unterrothhof wurde am 4. Oktober 1309 erstmals urkundlich erwähnt. Die Rothshöfe bewohnen derzeit (2012) 13 Personen. Der Ortsname verweist auf eine Gruppe von Gehöften, die vermutlich gleichzeitig im Nahbereich (3 km Luftlinie) der fuldischen Amtsburg Rockenstuhl entstanden und dieser Burg als Wirtschaftshöfe dienten.